# IBazar
iBazar fue un servicio gratuito de anuncios clasificados que permitía a las personas comprar, vender o intercambiar servicios y productos. Desde febrero de 2015, iBazar está integrada bajo la marca Vivanuncios.

El nombre utilizado en aquel momento venía de la palabra bazar, muy común en la tradición popular, principalmente en relación con mercado de pulgas, bazares y ferias.

## Historia
iBazar fue fundada en Francia en octubre de 1998 como sitio web de subastas entre particulares. Estuvo presente en otros países como Bélgica, Brasil, España, Italia, Países Bajos, Portugal y Suecia. Fue adquirida por eBay en febrero de 2001 con el objetivo de consolidar su posición competitiva en Europa, un mercado que para el año 2000 era de 80 mil millones de dólares anuales.
En abril de 2013, eBay lanzó en México iBazar.com.mx, replicando el modelo aplicado en otros países de Latinoamérica. Las primeras tres semanas el sitio recibió 250 mil publicaciones.